# 서도초등학교 볼음분교
서도초등학교 볼음분교는 인천광역시 강화군에 있었던 공립 초등학교이다.

## 학교 연혁
- 1942년 5월 1일: 서도초등학교 볼음분교장 개교
- 2019년 2월 28일 : 서도초등학교 볼음분교장 폐교[2]

## 참고 자료
- 서도초등학교볼음분교장 - 한국교육학술정보원 학교알리미